# Nopphon Ponkam
Nopphon Ponkam (tiếng Thái: นพพล พลคํา, sinh ngày 2 tháng 6 năm 1995), còn được biết với tên đơn giản Pae (tiếng Thái: เป้) là một cầu thủ bóng đá người Thái Lan thi đấu ở vị trí tiền vệ phòng ngự cho câu lạc bộ Giải bóng đá Ngoại hạng Thái Lan Police Tero.

## Danh hiệu

### Quốc tế
U-23 Thái Lan
- Sea Games  Huy chương Vàng (1); 2017